# Nossa Vida não Cabe num Opala
Nossa Vida Não Cabe Num Opala é um filme brasileiro de 2008, do gênero drama, dirigido por Reinaldo Pinheiro. É uma adaptação da peça Nossa Vida Não Vale Um Chevrolet, escrita por Mário Bortolotto.
O filme marca a última aparição cinematográfica da atriz Dercy Gonçalves.

## Sinopse
Baseada em peça teatral de Mário Bortolotto, a adaptação conta a vida de quatro irmãos de uma família paulistana de classe média baixa, após a morte de seu patriarca (Oswaldão, interpretado por Paulo César Pereio), que mesmo morto, passa a assistir e intervir às atitudes dos filhos em relação a herança maldita deixada por ele.

## Elenco
- Leonardo Medeiros como Monk Castilho
- Milhem Cortaz como Lupa Castilho
- Maria Manoella como Magali Castilho
- Gabriel Pinheiro como Slide Castilho
- Paulo César Pereio como Oswaldão Castilho
- Marília Pêra como Madame Castilho
- Maria Luísa Mendonça como Sílvia
- Jonas Bloch como Gomes
- Aldo Bueno como Borracha
- Rogério Brito como Love
- Fábio Ferreira Dias como Suruba
- Dercy Gonçalves como Vovó do opala
- Javert Monteiro com Dr. Correia

## Trilha Sonora
| N.º | Título                                     | Compositor(es)                                              | Intérprete (Banda / "Artista") | Duração |  |
| 1.  | "Nossa vida não cabe num Opala"            | Mário Bortolotto                                            | Tempo Instável                 |         |  |
| 2.  | "Eu não faço nada para chamar sua atenção" |                                                             | Tempo Instável                 |         |  |
| 3.  | "Suzete Gilete"                            | Mário Bortolotto e Marcello Amalfi                          | Tempo Instável                 |         |  |
| 4.  | "Amigos de copo"                           | Renato Fernandes e Fábio Brum                               | Bêbados Habilidosos            |         |  |
| 5.  | "Cortesã"                                  | Renato Fernandes                                            | Bêbados Habilidosos            |         |  |
| 6.  | "Walk Away"                                | Toni Oliveira e Fábio Magalhães                             | Dr. Cascadura                  |         |  |
| 7.  | "Poema em linha reta"                      | Arrigo Barnabé                                              | Patife Band                    |         |  |
| 8.  | "Chapéu vermelho"                          | Hamilton Di Giorgio                                         | Patife Band                    |         |  |
| 9.  | "The Big Stomach"                          | Paulo Barnabé                                               | Patife Band                    |         |  |
| 10. | "Marimbondo"                               | La Carne                                                    | La Carne                       |         |  |
| 11. | "Texas Dream"                              | Ivan Santos, Igor Rogério, Rodrigo Bento, Hamilton de Locco | Oaeoz                          |         |  |
| 12. | "Folhas de Outono"                         | Igor Ribeiro                                                | Íris                           |         |  |
| 13. | "Neblina"                                  | Igor Ribeiro                                                | Íris                           |         |  |
| 14. | "Baby de 30"                               | Nelson Motta Melo e Reinaldo Moraes                         | "Nelson Motta Melo"            |         |  |

## Prêmios e Indicações
Ao todo, das 9 indicações recebidas pelo filme em 5 premiações, o filme saiu-se vitorioso em 6 categorias.
| Ano  | Prêmio                                                        | Categoria               | Indicação                          | Resultado | Ref.  |
| ---- | ------------------------------------------------------------- | ----------------------- | ---------------------------------- | --------- | ----- |
| 2008 | Cine Ceará - Festival Iberoamericano de Cinema                | Melhor Roteiro          | Di Moretti                         | Venceu    | [ 2 ] |
| 2008 | Cine PE – Festival Audiovisual de Pernambuco - Troféu Calunga | Melhor Filme            | Reinaldo Pinheiro                  | Venceu    | [ 2 ] |
| 2008 | Cine PE – Festival Audiovisual de Pernambuco - Troféu Calunga | Melhor Direção de Arte  | Monica Palazzo                     | Venceu    | [ 2 ] |
| 2008 | Cine PE – Festival Audiovisual de Pernambuco - Troféu Calunga | melhor Atriz            | Maria Luísa Mendonça               | Venceu    | [ 2 ] |
| 2008 | Cine PE – Festival Audiovisual de Pernambuco - Troféu Calunga | Melhor Trilha-sonora    | Marcello Amalfi e Mario Bortolotto | Venceu    | [ 2 ] |
| 2008 | Cine PE – Festival Audiovisual de Pernambuco - Troféu Calunga | Melhor Roteiro          | Di Moretti                         | Venceu    | [ 2 ] |
| 2009 | Prêmio ACIE de Cinema                                         | Melhor Fotografia       | Jacob Solitrenick                  | Indicado  | [ 2 ] |
| 2009 | Grande Prêmio do Cinema Brasileiro                            | Melhor Roteiro Adaptado | Di Moretti                         | Indicado  | [ 2 ] |
| 2009 | Prêmio Contigo! de Cinema Nacional                            | Melhor Roteiro          | Di Moretti                         | Indicado  | [ 2 ] |